# Лопеш, Паулу
Паулу Жорже Педру Лопеш (порт. Paulo Jorge Pedro Lopes; 29 июня 1978, Мирандела, Португалия) — бразильский футболист, вратарь . Несколько раз признавался лучшим вратарём года в Португалии.

## Биография
Паулу Лопеш родился 29 июня 1978 года. В 1991 году присоединился к своей первой команде, «Мирандела». В 1993 году перешёл в «Бенфику». Пробыв в молодёжной команде 4 года, в 1997 году попал в основную, но так и не сыграл ни одного матча в ней. Покинул «Бенфику» в 2002 году, и сменив ряд клубов, в 2012 году вернулся в Лиссабон и стал чемпионом страны.

## Достижения
«Бенфика»
- Чемпион Португалии: 2013/14, 2014/15, 2015/16
- Обладатель Кубка Португалии (1): 2013/14
- Обладатель Кубка Португальской Лиги (1): 2013/14